# Matilde Augusta di Urach
Matilde Augusta di Urach, nome completo Matilde Paolina Augusta Guglielmina Teodolinda di Urach (tedesco: Mathilde Pauline Auguste Wilhelmine Théodelinde von Urach) (Stoccarda, 14 gennaio 1854 – Bad Möders, 13 luglio 1907), figlia di Guglielmo di Württemberg, primo duca di Urach, e Teodolinda di Leuchtenberg, fu moglie di Paolo Altieri, VIII principe di Oriolo.

## Biografia

### Infanzia

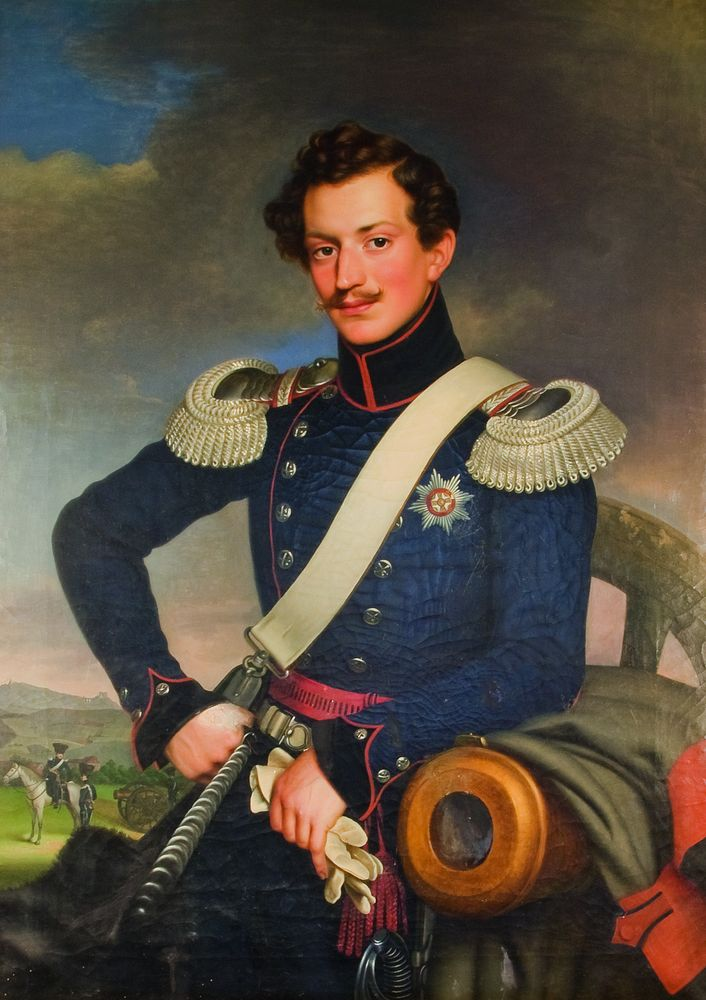
Guglielmo di Urach ritratto da Franz Seraph Stirnbrand nel 1835

Nata a Stoccarda il 14 gennaio 1854, era la figlia più giovane del principe Guglielmo di Württemberg e della sua prima moglie Teodolinda di Beauharnais. La madre morì quando Matilde aveva tre anni. Dopo un po', il padre sposò la principessa Florestina di Monaco. Da questo matrimonio ebbe due figli. Nel 1867 divenne il primo Duca di Urach.

### Matrimonio

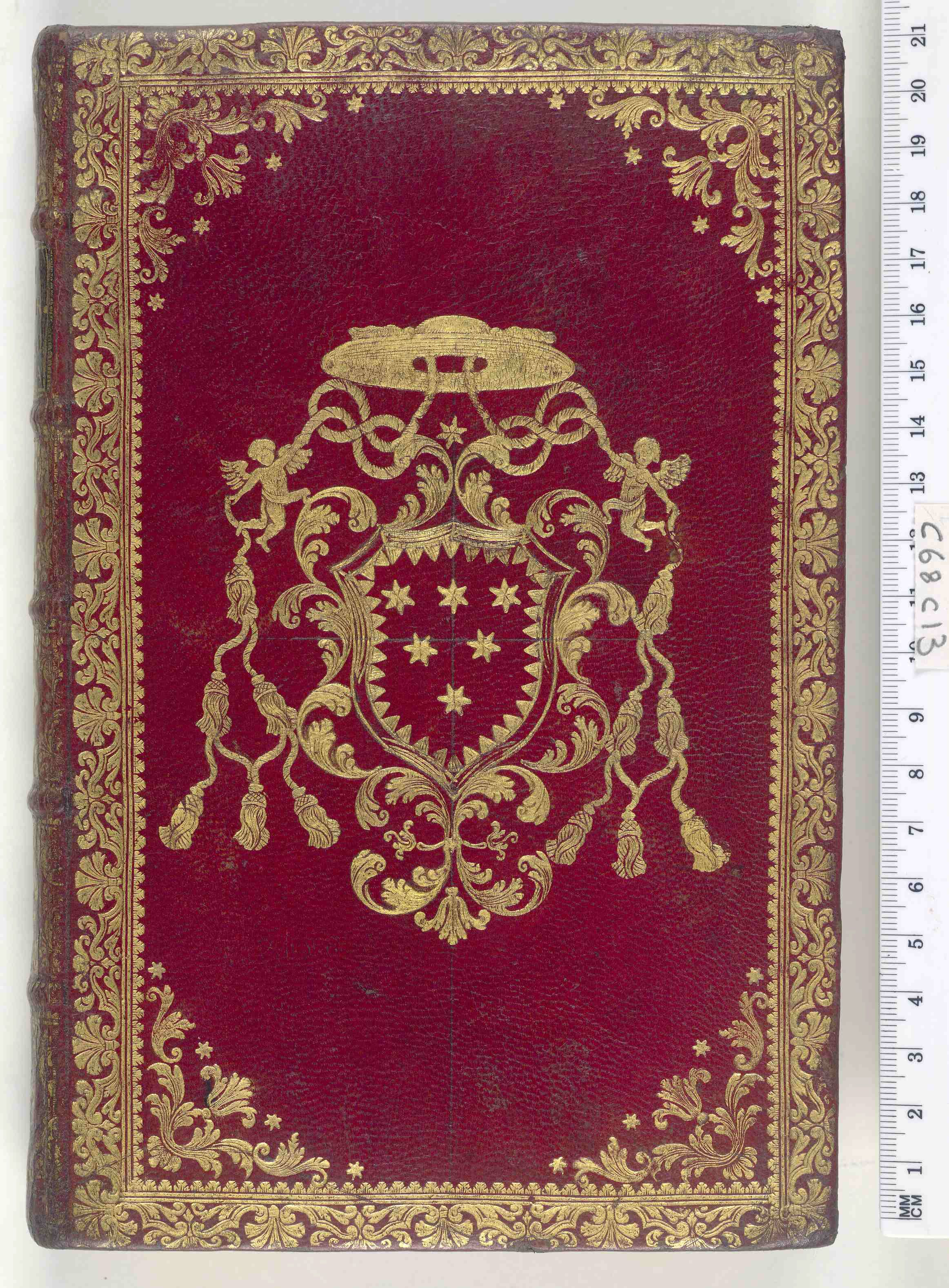
Copertina di libro in pelle con lo stemma degli Altieri

Il 2 febbraio 1874 a Monaco Matilde sposò il principe Paolo Altieri, VIII principe di Oriolo. Da questa unione nacquero otto figli.

### Vedovanza e morte
Il marito morì nel 1901. Matilde morì sei anni dopo.

## Discendenza
Matilde e il principe Paolo Altieri, VIII principe di Oriolo ebbero otto figli:
- Teodolinda (1876 - 1947) sposò Francesco Napoli-Rampolla, principe Bonfornello, ebbero due figli;
- Clemente Ignazio (1877 - 1886);
- Ludovico (1878 - 1955 ), IX principe di Oriolo, sposò Emily Belestra, figlia del senatore Giacomo Belestra, non ebbero figli;
- Maria Augusta (1880 -19?) sposò il marchese Roberto Pallavicino, ebbero un figlio;
- Guglielmo Carlo (1884 - 1894);
- Marcantonio (5 ottobre - 10 dicembre 1886);
- Camilla (1889 - 1917) sposò il conte Pasolino Pasolini dall'Onda, non ebbero figli (il matrimonio fu celebrato l'11 febbraio 1917 e Camilla morì il 4 settembre successivo);
- Marcantonio (1891 - 1919) sposò Frida Galotti, non ebbero figli.

## Ascendenza
|                                      |                               |                                            | Genitori                                                   |  |  | Nonni |  |  | Bisnonni                              |  |  | Trisnonni                             |  |
|                                      |                               |                                            |                                                            |  |  |       |  |  | 8. Federico II Eugenio di Württemberg |  |  | 16. Carlo I Alessandro di Württemberg |  |
|                                      |                               |                                            |                                                            |  |  |       |  |  | 8. Federico II Eugenio di Württemberg |  |  | 16. Carlo I Alessandro di Württemberg |  |
|                                      |                               | 17. Maria Augusta di Thurn und Taxis       |                                                            |  |  |       |  |  | 8. Federico II Eugenio di Württemberg |  |  |                                       |  |
| 4. Guglielmo Federico di Württemberg |                               |                                            |                                                            |  |  |       |  |  | 8. Federico II Eugenio di Württemberg |  |  |                                       |  |
|                                      |                               | 9. Federica Dorotea di Brandeburgo-Schwedt | 18. Federico Guglielmo di Brandeburgo-Schwedt              |  |  |       |  |  |                                       |  |  |                                       |  |
|                                      |                               | 9. Federica Dorotea di Brandeburgo-Schwedt | 18. Federico Guglielmo di Brandeburgo-Schwedt              |  |  |       |  |  |                                       |  |  |                                       |  |
|                                      |                               | 9. Federica Dorotea di Brandeburgo-Schwedt | 19. Sofia Dorotea di Prussia                               |  |  |       |  |  |                                       |  |  |                                       |  |
| 2. Guglielmo di Urach                |                               | 9. Federica Dorotea di Brandeburgo-Schwedt |                                                            |  |  |       |  |  |                                       |  |  |                                       |  |
|                                      |                               | 10. Carlo Augusto di Tunderfeldt-Rhodis    | 20. Giovanni Cristoforo di Tunderfeldt-Rhodis              |  |  |       |  |  |                                       |  |  |                                       |  |
|                                      |                               | 10. Carlo Augusto di Tunderfeldt-Rhodis    | 20. Giovanni Cristoforo di Tunderfeldt-Rhodis              |  |  |       |  |  |                                       |  |  |                                       |  |
|                                      |                               | 10. Carlo Augusto di Tunderfeldt-Rhodis    | 21. Emeranzia di Hohendorff                                |  |  |       |  |  |                                       |  |  |                                       |  |
| 5. Guglielmina di Tunderfeldt-Rhodis |                               | 10. Carlo Augusto di Tunderfeldt-Rhodis    |                                                            |  |  |       |  |  |                                       |  |  |                                       |  |
|                                      |                               | 11. Teresa di Schilling-Canstatt           | 22. Carlo di Schilling-Canstatt                            |  |  |       |  |  |                                       |  |  |                                       |  |
|                                      |                               | 11. Teresa di Schilling-Canstatt           | 22. Carlo di Schilling-Canstatt                            |  |  |       |  |  |                                       |  |  |                                       |  |
|                                      |                               | 11. Teresa di Schilling-Canstatt           | 23. Regina di Bernerdin-Pernthurn                          |  |  |       |  |  |                                       |  |  |                                       |  |
| 1. Matilde Augusta di Urach          |                               | 11. Teresa di Schilling-Canstatt           |                                                            |  |  |       |  |  |                                       |  |  |                                       |  |
|                                      | 12. Alessandro di Beauharnais | 24. François de Beauharnais                |                                                            |  |  |       |  |  |                                       |  |  |                                       |  |
|                                      | 12. Alessandro di Beauharnais | 24. François de Beauharnais                |                                                            |  |  |       |  |  |                                       |  |  |                                       |  |
|                                      | 12. Alessandro di Beauharnais | 25. Marie Henriette Pyvart de Chastullé    |                                                            |  |  |       |  |  |                                       |  |  |                                       |  |
| 6. Eugenio di Beauharnais            | 12. Alessandro di Beauharnais |                                            |                                                            |  |  |       |  |  |                                       |  |  |                                       |  |
|                                      |                               | 13. Giuseppina di Beauharnais              | 26. Joseph-Gaspard Tascher de La Pagerie                   |  |  |       |  |  |                                       |  |  |                                       |  |
|                                      |                               | 13. Giuseppina di Beauharnais              | 26. Joseph-Gaspard Tascher de La Pagerie                   |  |  |       |  |  |                                       |  |  |                                       |  |
|                                      |                               | 13. Giuseppina di Beauharnais              | 27. Rose-Claire des Vergers de Sannois                     |  |  |       |  |  |                                       |  |  |                                       |  |
| 3. Teodolinda di Leuchtenberg        |                               | 13. Giuseppina di Beauharnais              |                                                            |  |  |       |  |  |                                       |  |  |                                       |  |
|                                      |                               | 14. Massimiliano I di Baviera              | 28. Federico Michele di Zweibrücken-Birkenfeld             |  |  |       |  |  |                                       |  |  |                                       |  |
|                                      |                               | 14. Massimiliano I di Baviera              | 28. Federico Michele di Zweibrücken-Birkenfeld             |  |  |       |  |  |                                       |  |  |                                       |  |
|                                      |                               | 14. Massimiliano I di Baviera              | 29. Maria Francesca del Palatinato-Sulzbach                |  |  |       |  |  |                                       |  |  |                                       |  |
| 7. Augusta di Baviera                |                               | 14. Massimiliano I di Baviera              |                                                            |  |  |       |  |  |                                       |  |  |                                       |  |
|                                      |                               | 15. Augusta Guglielmina d'Assia-Darmstadt  | 30. Giorgio Guglielmo d'Assia-Darmstadt                    |  |  |       |  |  |                                       |  |  |                                       |  |
|                                      |                               | 15. Augusta Guglielmina d'Assia-Darmstadt  | 30. Giorgio Guglielmo d'Assia-Darmstadt                    |  |  |       |  |  |                                       |  |  |                                       |  |
|                                      |                               | 15. Augusta Guglielmina d'Assia-Darmstadt  | 31. Maria Luisa Albertina di Leiningen-Dagsburg-Falkenburg |  |  |       |  |  |                                       |  |  |                                       |  |
|                                      |                               | 15. Augusta Guglielmina d'Assia-Darmstadt  |                                                            |  |  |       |  |  |                                       |  |  |                                       |  |

| Controllo di autorità | VIAF (EN) 42997026 · GND (DE) 132376334 |